# Franck David
Franck David, född den 21 mars 1970 i Paris, är en amerikansk seglare.
Han tog OS-guld i lechner i samband med de olympiska seglingstävlingarna 1992 i Barcelona.